# Deutsch Goritz
Deutsch Goritz é um município da Áustria, situado no distrito de Südoststeiermark, no estado da Estíria. Tem 34,02 km² de área e sua população em 2019 foi estimada em 1.815 habitantes.